# Sistemas de gestão do comissionamento
Comissionamento pode ser definido como o conjunto de técnicas e procedimentos de engenharia aplicados de forma integrada a uma unidade (ou planta) industrial, visando torná-la operacional, dentro dos requisitos estabelecidos pelo cliente final. Seu principal objetivo é garantir a transferência da unidade industrial do construtor para o operador, de forma ordenada e segura, contribuindo significativamente para a operabilidade da unidade quanto ao seu desempenho, confiabilidade e rastreabilidade das informações.
Em grandes projetos esse processo normalmente compreende o planejamento, execução e controle de milhares de inspeções e atividades de teste sobre os “objetos comissionáveis”, tais como equipamentos, instrumentos, skids, módulos, circuitos, malhas, subsistemas e sistemas. Nestes casos, o grande volume e complexidade dos dados de comissionamento, aliado à necessidade de garantir a eficiente rastreabilidade e disponibilidade de todas as informações envolvidas, demandam a utilização de sistemas de gestão do comissionamento cada vez mais poderosos e sofisticados, capazes de otimizar o planejamento e acompanhamento dos serviços, armazenando evidências de execução, supervisão e aprovação de todas as atividades.
Existem hoje no mercado algumas soluções especializadas na gestão do comissionamento, com escopos e características diferenciadas, disponíveis tanto como pacotes comerciais ou como soluções proprietárias, conforme relação a seguir:
Pacotes comerciais:
- CMSapp Database, desenvolvido por CMScompletion (Cingapura)
- Continuum Edge, desenvolvido por IBS (USA/Canada)
- GO-CMMS, desenvolvido por QED International (UK)
- Go-Console, desenvolvido por Lucy Software BV (Holanda)
- HMSWeb, desenvolvido por HMSWeb Ltda / Forship Engenharia (Brasil)
- IBM Maximo Asset Management, desenvolvido por IBM**
- PCMsys, desenvolvido por PCM Comissionamento Ltda (Brasil)
- OMEGA PIMS CMS, desenvolvido por Omega (Noruega)
- PWCom, desenvolvido por Portreef (Austrália)
- Vempra, desenvº por Vempra Field Management Software (Áustria/Brasil)
- WinPCS, desenvolvido por Complan (Noruega)
- Zenator, desenvolvido por Falcon Global (UK e USA)

Softwares proprietários:
- CMS, da Halliburton (EUA)
- CRI, da [SGS PID] (Brasil)
- ICAPS, da Total (França)
- IPCIS, da Spie IPEDEX (França)
- FIC - Ferramenta de Integração & Comissº, da Petrobras (Brasil)
- MANCON, do BP (Reino Unido)
- Pathmaker, da SBM Offshore (Monaco)
- PCMsys, da Hedwey (Brasil)
- PROARC, da BW Offshore (Noruega)
- ProjectTools, do Modec (Japão/Reino Unido)
- SAT-COM, da UTC Engenharia (Brasil)
- SGC (descontinuado), da Petrobras (Brasil)
- SIGCOMM, da Technotag (Brasil)